# Arne Furumark
Arne Furumark, né en 1903 et mort en 1982, est un archéologue suédois à l'origine de l'échelle de datation de la céramique mycénienne.

## Biographie
Spécialiste du monde égéen à l'âge du bronze et professeur à l'Université d'Uppsala (1952–1970), il est principalement connu pour son livre Mycenaean Pottery (1941), qui analyse les céramiques de la civilisation mycénienne jusqu'en 1939. Dans un deuxième volume, il établit une chronologie relative en se fondant sur la typologie des formes et des décors employés, puis une chronologie absolue en se fondant sur des céramiques égyptiennes et mésopotamiennes. Cette chronologie reste employée de nos jours.
Il dirige les fouilles du site chypriote de Sinda en 1947 et 1949. En 1956–1957, il dirige l'Institut suédois à Athènes.

## Œuvre
- Arne Furumark (vol. I Analysis and Classification & vol. II Chronology), Analysis and classification, Stockholm, Åström, 1972 (ISBN 978-91-85086-04-7 et 91-850-8605-3) ;
- avec Charles Adelman, Swedish Excavations at Sinda, Cyprus: Excavations Conducted by Arne Furumark 1947–1948, Paul Forlag Astroms, 2003.